# Axel Andersen
Axel Sigurd Andersen (* 20. Dezember 1891 in Kopenhagen; † 15. Mai 1931 ebenda) war ein dänischer Turner.

## Erfolge
Axel Andersen, der für den Frederiksberger Verein FGS turnte, nahm 1912 an den Olympischen Spielen in Stockholm teil. Bei diesen gehörte er zur dänischen Turnriege im Wettbewerb, der nach dem sogenannten freien System ausgetragen wurde. Dabei traten insgesamt fünf Mannschaften an, die aus 16 bis 40 Turnern bestehen und während des einstündigen Wettkampfs gleichzeitig antreten mussten. Es wurden die Ausführungen der geturnten Übungen an den Geräten bewertet, aber auch der Einmarsch zu Beginn und der Ausmarsch am Ende. Das Gesamtergebnis war ein Durchschnittswert der fünf Kampfrichterwertungen. Neben den Dänen traten auch Turnriegen aus Norwegen, Finnland, dem Deutschen Reich und Luxemburg an. Mit 114,25 Punkten setzten sich die Norweger gegen ihre Konkurrenten durch: Die Finnen erzielten 109,25 Punkte und belegten damit vor den drittplatzierten Dänen mit 106,25 Punkten den zweiten Platz.
Andersen gewann zusammen mit Hjalmart Andersen, Halvor Birch, Wilhelm Grimmelmann, Arvor Hansen, Christian Hansen, Marius Hansen, Charles Jensen, Hjalmar Johansen, Poul Preben Jørgensen, Carl Krebs, Vigo Meulengracht Madsen, Lukas Nielsen, Rikard Nordstrøm, Steen Olsen, Oluf Olsson, Carl Pedersen, Kristian Pedersen, Niels Petersen und Christian Svendsen die Bronzemedaille. Im Einzelmehrkampf belegte er mit 98,75 Punkten den 33. Platz.